# Hideviken (naturreservat)
Hideviken är ett naturreservat i Hellvi socken i Region Gotland på Gotland.
Området är naturskyddat sedan 1931 och är 2 hektar stort. Reservatet är belägen vid den västra stranden av Hideviken och består av ett raukområde. 